# Antjchopasset
Antjchopasset (georgiska: ანჩხო უღელტეხილი, Antjcho ugheltechili) är ett bergspass i Georgien. Det ligger i regionen Abchazien, i den nordvästra delen av landet. Antjchopasset ligger 2 031 meter över havet.